# 反客為主
反客為主(はんかくいしゅ)は三十六計の三十計である。「客を返して主（あるじ）と為す」
敵にいったん従属あるいはその臣下となり、内から乗っ取りをかける計略。時間をかけて行うべきものとされる。

## 事例
秦の滅亡後、項羽の兵力は圧倒的であった。劉邦は保身のため、項羽の専横に対して忍従しつつも左遷地の漢中で兵力を蓄え、機を捉えて項羽を滅ぼした。
曹操の配下となった司馬懿は、野心を隠して警戒心の強い曹操によく仕え、曹丕、曹叡の下で重臣となった。曹丕、曹叡が短命のうちに逝去したこともあり、司馬懿の権力は絶大なものとなっていった。曹叡の死後、皇族に連なる曹爽は司馬懿を名誉職に祀り上げて権力の座から除こうとしたが、249年に司馬懿は郭太后を利用してクーデターを仕掛け、権力を曹爽派から奪い彼等を粛清した。さらに251年には曹爽のような皇族の専横の再発を防ぐためとして、皇族の曹氏をすべて鄴に軟禁した。その孫の司馬炎が魏の乗っ取りを完成させて晋を建国した。